# RanXerox
RanXerox er en serie af science fiction graphic novels skabt af to italienske kunstnere, Stefano Tamburini og Tanino Liberatore. Figuren RanXerox er dannet af dele af en Rank Xerox-kopimaskine – deraf navnet, der oprindeligt var Rank Xerox, men blev ændret på grund af et truende sagsanlæg fra firmaet. Richard Corben omtaler RanXerox-figuren som en "punket, futuristisk Frankenstein".
Serien har været udgivet i magasinerne Cannibale (1978) og Frigadaire (1980), og på engelsk kom den første gang i Heavy Metal i 1983. Siden er der kommet flere efterfølgere. 
| Taleboble | Spire Denne tegneserieartikel er en spire som bør udbygges. Du er velkommen til at hjælpe Wikipedia ved at udvide den. |